# Džunjú Kitajama
Džun'jú Kitajama (japonsky: 北山 淳友, Kitajama Džun'jú, anglicky: Kitayama Junyu) (29. ledna 1902 v Jaizu (Japonsko, prefektura Šizuoka) – 19. ledna 1962 v Praze) byl japonský profesor s doktorátem z filozofie, lingvista, metafyzický humanista, buddhista, spisovatel, překladatel a učitel juda a japonštiny.

## Životopis
Pocházel z bývalého samurajského rodu, jeho děd byl v Japonsku známý šermíř. Byl nejstarším synem Akira Šinobu Kitajamy – představeného buddhistické svatyně Kjónendži ( 教念寺 Kyonen-ji ) ve městě Jaizu. V roce 1921 maturoval v Šizuoce, kde tedy vystudoval střední školu tehdejšího typu. V roce 1924 absolvoval školu Šúkjó daigaku ( 宗教大学, Shūkyō daigaku "Náboženská Univerzita" – soukromá buddhistická církevní škola v Tokiu v Japonsku, od roku 1926 spojením s dalšími školami se stala Taišó Univerzitou – 大正大学, Taishō daigaku). V některých německých pramenech je uváděno, že pan Kitajama byl buddhistický mnich a u některých jeho pozdějších děl je uváděno, že pochází z Taišó Univerzity. V roce 1926 odcestoval do Německa, kde navštěvoval kurzy filozofie. Nejprve na univerzitě ve Freiburgu pod vedením Edmunda Husserla. Od roku 1927 pokračuje ve studiu na Univerzitě v Heidelbergu u Karla Jasperse. Sem odešel proto, že doufal, že zde rychle dokončí své doktorandské studium a vrátí se zpět do Japonska, jelikož jeho otec mu přestal posílat peněžní příspěvky. Edmund Husserl poslal do Japonska o Kitajamovi pochvalný dopis a na základě toho zřejmě zůstal. Studuje také historii náboženství pod vedením W.Otta. Kitajamovou filozofickou specializací bylo téma indického mahajánového buddhismu a na toto téma v roce 1931 pod vedením Karla Jasperse dokončil a zkompletoval svoji doktorandskou práci. Některé japonské prameny uvádějí, že titul Ph.D. získal v roce 1929 a roku 1930 skončil svoji působnost na univerzitě v Heidelbergu.
Od 1930 do 1936 byl 'lektorem' japonské kultury a jazyka a asistentem na univerzitě ve Frankfurtu a také na univerzitě v Marburgu, kde se seznámil s Ottem a Frickem. Na základě Frickovi iniciativy byl roku 1940 jmenován 'čestným profesorem' kulturních a náboženských studií východní Asie (Religionskundliche Sammlung) pro univerzitu v Marburgu. Zde také v letech 1941 a 1944 učil srovnávací náboženská témata. Mezi lety 1936 – 1944 hlavně působil jako japonský asistent a zároveň i jako zástupce ředitele na Japonském institutu v Berlíně. Během svého pobytu v Německu vydal několik knih, které pojednávaly o tématech z oblasti kultury, filozofie, náboženství východu. V těchto letech napsal a vydal dvě svá stěžejní díla West – östliche Begegnung: Japans Kultur und Tradition (Setkání východu se západem: Japonská kultura a Tradice) a Heroisches ethos (Hrdinský étos). Publikace byly v Německu oblíbené, některé z nich byly opakovaně vydávány ( některá díla se vydávají v Německu, Itálii i dnes ). Od 1.1.1945 byl vyslán do Prahy, aby zde založil a vedl nový ústav pro výzkum východní Asie "Institut für Erforschung und Vermittlung der Kultur - und Geistesgeschichte Ostasiens" (Ústav pro studium a výuku kulturní – a intelektuální historie Východní Asie) na tehdejší Německé Karlově Univerzitě (Deutsche Karlsuniversität Prag). Také měl za úkol od japonského velvyslance v Berlíně Ošimy připravit budovu japonského velvyslanectví v Praze pro případnou evakuaci velvyslanectvi z Berlína před blížící se Rudou armádou.
Dne 9. května roku 1945 byl v Praze zatčen a 27. května byl odeslán na polní práce na statek pana Šimonka do Lobče u Mělníka. Propuštěn byl po 7.měsících za přímluvy Dr. Jaroslava Průška z Orientálního ústavu v Praze. Po propuštění zde působí jako lektor japonského jazyka (zde učí japonštinu budoucí známe japanology Miroslava Nováka nebo Libuši Boháčkovou). Ve stejné době také začal učit judo v rámci Sokola. V letech 1946 a 1947 publikoval dva články vztahující se k japonské a asijské kultuře v nově vzniklém časopise Nový Orient. Kolem roku 1950/1951 je sledován Státní bezpečností (podobně jako všichni pracovníci Orientálního ústavu). Od roku 1951 mu byl umožněn přístup do akademické knihovny Orientálního ústavu a opět se může věnovat vědecké činnosti. Rozhodne se, že napíše vědeckou práci, která by mu umožnila návrat do Japonska. V roce 1951 vedl seminář na Filozofické fakultě Karlovy univerzity, není pak známo, zda tam dále působil. Také v tehdejším Orientálním ústavu vyučoval japonštinu. S českým prostředím se záhy sžil a významně přispěl k poznání japonštiny a japonské kultury u nás, jež obohatil o syntézu buddhistických myšlenek a německé existencialistické filozofie svých učitelů Husserla a Heideggera. Vlastnil rozsáhlou sbírku knih, ze které čerpal ve svém studiu i pozdější otec české japanologie pan Miroslav Novák, jehož byl Kitajáma japonským mentorem.
V letech před 2.světovou válkou učil judo v Německu a v poválečných letech též v Československu mezi československými zájemci. Zasloužil se tak o rozvoj juda v Československu. V literatuře z let 1950 – 1960 věnující se judu nebo sebeobraně pomocí juda je v poděkováních autorů zmiňováno jméno pana Kitajámy. Je tam také uvedeno, že je držitelem technického stupně 5.dan. Jeho žákem byl například Vladimír Lorenz (8.dan judo), s nímž připravoval knihu věnovanou sebeobraně s využitím technik juda (Gošin džucu), která však vyšla až rok po jeho smrti. Kniha je na svou dobu velmi pečlivě zpracovaná a pojednává o i mnoha obecně platných aspektech boje mimo samotný popis techniky (vzdálenost, použití očí, strategie, dechu atd.), které se dochovaly dnes např. v japonském šermu kendó.
V říjnu roku 1961 byl hospitalizován v Thomayerově nemocnici v Praze se srdečnými problémy. Zemřel v Praze dne 19. ledna 1962. Přál si být pohřben v Japonsku. Pro jeho ostatky si přijel do Československa mladší bratr pana Kitajamy – představený mnich chrámu Kjónendži pan Hiroaki Kitajama. Ten se sešel s přáteli a profesnímy kolegy pana Kitajámy a obdržel informaci, že vědecká práce, kterou Džun’jú psal, je v Německu. Opět se sám vydal do Německa. Byl velmi dojat a rozradostněn, když se dozvěděl, že toto dílo pečlivě opatrovala Džun’júova bývalá sekretářka. Dílo odvezl do Japonska. Toto vědecké dílo je zaměřeno na buddhistickou filozofii, je však napsáno německy. V jeho rodném městě Jaizu mu byl v roce 1984 odhalen pomník v chrámu Kjónendži "Pomník filozofie", kde působil jeho otec. V okolí chrámu Kjónendži se nachází i Kitajámův hrob. Bratrovi pana Kitajámy se podařilo v roce 1985 vydat v japonštině jeho dílo, které přivezl z Japonska. Vyšlo pod názvem Kitajama, Džun’jú. Higaši to niši eien no miči: Bukkjó tecugaku, hikaku tecugaku ronšú v nakladatelství Hokudžu šuppan (Junyu Kitayama, Higashi-to-nishi – eien-no-michi: bukkyō-tetsugaku ; hikakutetsugaku-ronshū, Kitaki shuppan).

## Učitel japonštiny
Kitajama učil japonštinu a představoval svým žákům japonskou kulturu již v Německu. Nicméně po svém příchodu do Československa taktéž. V badatelně Ústavu Archivu Karlovy Univerzity jsou dokumenty a informace o panu Kitajamovi (v archivním fondu Kurátor německých vysokých škol v Praze), tam by měly být informace též k "Institut für Erforschung und Vermittlung der Kultur - und Geistesgeschichte Ostasiens" (Ústav pro studium a výuku kulturní – a intelektuální historie Východní Asie), který měl od 1.1.1945 Kitajama na UK vést.
Od roku 1946 působil v Praze Orientálním ústavu jako učitel japonštiny a později působil na Státní jazykové škole. Ve spisech STB je seznam žáků, kteří navštěvovali tyto hodiny v Orientálním ústavu (kolem roku 1950) – např. Libuše Boháčková, Miroslav Novák, Dr.Kautský, Dr. Palát, Jaroslav Bařinka. Kitajama byl v poválečných letech jediný japonský lektor v Československu. V roce 1951 vedl dokonce seminář na Karlově univerzitě. Nicméně není jasné, zda tam působil i posléze. Japonštinu učil ještě v roce 1961.

## Učitel juda
Dle vzpomínek pamětníků navštěvoval pan Kitajama občas tréninky juda klubu VŠ Praha v domě Maratón, kde cvičily veličiny juda pánové jako Karel Zrůbek a Vladimír Lorenz a další. Při trénincích hovořil dobrou češtinou, byl usměvavý, lidský, vždy s dobrou náladou a nikdy si na nic nestěžoval. Z jeho osobnosti vyzařovaly klid, nadhled a vnitřní síla, jež se projevovala na způsobu, kterak klidným hlasem hovořil. Pan Kitajama byl malé postavy cca (165 cm, 63 kg) a mezi jeho oblíbené techniky patřily techniky ze skupin Goši waza (přehozy pomocí boků) a Aši waza (podmety). Techniky Sutemi waza (strhy) moc nepoužíval. Taktéž byl silný v technikách boje na zemi, kde prý soupeře nemačkal, ale držel a velmi rád přecházel a kombinoval techniky (držení, škrcení, páčení). V boji v postoji bylo vzpomínáno, že uchopoval soupeře lehce, ale při precizním vychýlení velmi důrazně působila jeho velká síla zápěstí a předloktí, což dávalo velkou dynamiku jeho vychýlení. Kladl důraz na kombinaci technik a nevracení se z neúspěšné techniky, ale pokračování v útoku další technikou. Důraz byl také kladen na precizní techniku chvatů a také zejména na provedení vychýlení soupeře z rovnováhy. Po rozcvičení se provádělo mokusó (soustředění v seiza) a ti kdo během cvičení vyrušovali, tak bývali odkazováni na několik minut do kouta tělocvičny, kde seděli v seiza a dívali se do zdi, podobně jako je to v zenových dódžó při zazenu. Tak docházelo k potřebnému zklidnění. Tréninky pod jeho vedením byly jinak velmi namáhavé, nebylo nic výjimečného, když během tréninku jednotlivec shodil/vypotil 2,5 kg. Na konci tréninku se lidé pravidelně vážili. Hodně se posilovalo, aby se vybudovalo silné a odolné tělo a cvičilo se učikomi (série nástupů do chvatů) v provedení na obě strany, randori (cvičný boj), také kata a použití technik juda v sebeobranných situacích. Někdy pan Kitajama učil také základy kendžucu (japonský šerm).

Během tréninků často v praxi ukazoval své ovládání technik juda známých jako kuacu (resuscitace, zdravověda). Toto prý mistrně ovládal a byl schopen účinně pomoci při nejrůznějších zraněních z tréninků (vykloubení, naražení, distorze, zaražení dechu).
(čerpáno ze vzpomínek pana Václava Němce z Českých Budějovic)
Další zmínky jako o učiteli juda najdeme mezi judisty Sokola Hradec Králové, kde do roku 1959 působil jeho žák Vladimír Lorenz. Na jeho pozvání se pan Kitajama účastnil pravidelného letního 14denního soustředění na zdejším lehkoatletickém stadiónu a přislíbil Lorenzovi spolupráci v oblasti psychické přípravy východní filosofie spojené s aplikací v rámci praktických ukázek na tatami. Mezi oddílem a prof. Kitajamou vznikla úzká spolupráce a do značné míry ovlivnila technický růst hradeckého judo. Pan profesor Kitajama byl členy ve vší úctě zván „Kitka“, stal se řadě členů blízkým a napomohl rozvoji juda v Hradci Králové.

## Léčitel
Jak bylo již zmíněno, pan Kitajáma ovládal kuacu. Toto byl jen zlomek jeho uzdravovacích znalostí. Dle informací pamětníků též pomáhal lidem svým léčením pomocí způsobů orientální medicíny (práce s energií, moxování a jiné). O tom, kde se naučil tyto techniky není nic známo, lze jen předpokládat, že během studií v mládí v Japonsku.

### Citáty pana Kitajamy
"Strach, to je nemoc duše, musíte se jí zbavit."

"Největším nepřítelem kariéry každého člověka je jeho vlastní lenost."'

Vladimír Lorenz na Kitajamu vzpomíná: „Byl to první člověk, na kterého jsem narazil, který mi nezalhal jediné slovo. Vždycky říkal: Lorenz, pamatuj si: Co říkáš, to čiň! Nikdy nebuď v rozporu s tím, co říkáš a děláš. To vždycky vede do zkázy.‘ " 